# Aries Cinematográfica Argentina
Aries Cinematográfica Argentina, S. A. fue una productora de cine y televisión constituida en 1956 por Fernando Ayala y Héctor Olivera.

## Historia
Aries tuvo una destacada participación en la producción cinematográfica de su país, principalmente durante la década de 70 y 80. Si bien se solía asociar a la productora con las populares películas del dúo cómico de Alberto Olmedo y Jorge Porcel, las más redituables en términos comerciales, y que permitieron que Aries se mantuviera y expandiera como estudio de cine, Aries realizó y distribuyó varios filmes de distinta impronta y calidad superlativa, tales como La Nona (1979) la clásica Tiempo de revancha (1981), El arreglo (1983) o La Noche de los Lápices (1986).
Durante los años 90 Aries comenzó a tener problemas económicos acuciantes. Cuando en 1997 falleció Ayala, Olivera pasó a ser el presidente de la Sociedad y Luis Osvaldo Repetto su vicepresidente. Posteriormente Dolores Bengolea se incorporó al directorio.
Tras la muerte de Olmedo y la desidia o indiferencia de Porcel en la década del '80,[cita requerida] Aries paulatinamente perdió absoluto protagonismo en la cinematografía argentina hasta su casi desaparición. La empresa finalmente entró en concurso el 27 de febrero de 2014.

## Legado
Aries Cinematográfica dejó una marca histórica e indeleble en la filmografía de su país, dejando un gran valor patrimonial como un sello de renombre, que se destacó por su importante filmoteca, de poco más de un centenar de películas de largometraje. Los estudios de Aries en Palermo Hollywood también obtuvieron una importante fama mientras estuvieron activos, siendo Aries considerada por la industria de cine argentina como una de las empresas fílmicas más prolíficas y exitosas del país durante varias décadas.